# درنا (صورت فلکی)
درنا (به انگلیسی: Grus) یکی از صور فلکی جنوبی است که توسط پیتر دریکسزون کیسر(به انگلیسی: Pieter Dirkszoon Keyser) و فردریک د هاتمن (به انگلیسی: Frederick de Houtman) در بین سالهای ۱۵۹۵ تا ۱۵۹۷ نقشه گذاری شد و توسط ژوهان بایرز(به انگلیسی: Johann Bayer) در سال ۱۶۰۳ در نقشه آسمان افزوده شد و نام اولیه آن کلمه‌ای مشابه فلامینگو(به انگلیسی: Phoenicopterus)(که کلمه‌ای لاتین است) بوده است و سپس به درنا درآمده است.

## ستارگان با نام خاص
- نماد یونانی… نام… ریشه… معنا
- α....... النایر…عربی.... پرنورترین
- β....... عقب…انگلیسی... مکانش در صورت فلکی
- γ....... الدنب… عربی… دم